# Unia utrechcka

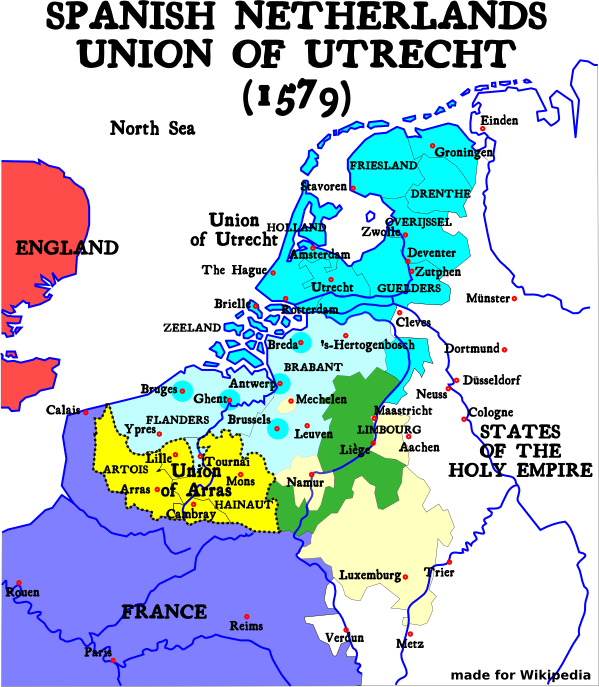
Mapa unii utrechckiej - na niebiesko zaznaczone prowincje, które ja zawarły

Unia utrechcka zawarta w 1579 w Utrechcie przez północne prowincje Niderlandów pod hasłem wolności religijnej i walki z Hiszpanami.
23 stycznia traktat podpisały prowincje: Holandia, Zelandia, Utrecht (prowincja bez miasta) i Groningen. 4 lutego dołączyła Gandawa, a w ciągu kilku miesięcy także: Amersfoort, Ypres, Antwerpia, Breda, Bruksela, Brugia.
Unia była reakcją na traktat z Arras, w której prowincje południowe zadeklarowały poddaństwo katolickiej Hiszpanii.
Unia była pierwszym krokiem do podziału Niderlandów na dwie części, z których wykształciły się potem Holandia i Belgia.